# Leptogaster doleschalli
Leptogaster doleschalli är en tvåvingeart som beskrevs av H. Oldroyd 1975. Leptogaster doleschalli ingår i släktet Leptogaster och familjen rovflugor. Inga underarter finns listade i Catalogue of Life.